# Johnny Hoogerland
Thomas (Johnny) Hoogerland (Zwolle, 13 mei 1983) is een Nederlands voormalig wielrenner. Vanaf 2015 reed Hoogerland voor het Nederlandse pro-continentale team Roompot Oranje Peloton. Daarvoor kwam hij tussen 2009 en 2013 uit voor het inmiddels opgedoekte Vacansoleil Pro Cycling Team en in 2014 voor Androni Giocattoli. Op 11 oktober 2016 reed Hoogerland zijn laatste koers in dienst van de Nederlandse formatie Roompot Oranje Peloton. Hij finishte als 21e in de Nationale Sluitingsprijs in Putte-Kapellen (deze werd gewonnen door Roy Jans). Johnny Hogerland is in 2017, met zijn vrouw en twee dochters geëmigreerd naar Oostenrijk, om in Velden am Wörthersee een ontbijt-pension te beginnen. 

## Wielercarrière
Als achttienjarige jongen won Hoogerland de Ronde van Vlaanderen voor junioren. Later werd Hoogerland 2e in Parijs - Roubaix voor beloften. In 2009 werd hij bekend bij een groter publiek door zijn 12e plaats in de Ronde van Vlaanderen en zijn winst in de Driedaagse van West-Vlaanderen. In het najaar reed hij een sterke Ronde van Spanje, waar hij mee ging met vele ontsnappingen. In de achtste etappe bleek dat hij ook aanleg heeft voor het klimmen, toen hij tegen de verwachting in lang bij klimmer David Moncoutié kon blijven. Hoogerland beëindigde deze Vuelta, zijn eerste grote ronde, op de 12e plaats in het eindklassement. Hoogerland werd mede dankzij dit optreden geselecteerd voor het wereldkampioenschap in Mendrisio. Tijdens dit WK was Johnny veelvuldig in de aanval, en nadat hij zijn hulp aan Karsten Kroon had aangeboden, mocht hij voor zijn eigen kans gaan. Met een 14de plaats was hij de beste Nederlander in Mendrisio. Het wielerseizoen 2009 kreeg nog een staartje toen Hoogerland werd genomineerd voor de titel "wielrenner van het jaar", die uiteindelijk werd gewonnen door Robert Gesink.
Na zijn topjaar besloot Hoogerland in de winter hard te trainen, om zo nog meer progressie te kunnen boeken voor het volgende seizoen. 2010 werd echter niet wat Hoogerland ervan had verwacht. De inwoner van Yerseke had de pech dat zijn ploeg Vacansoleil niet mocht deelnemen aan de grote wedstrijden, waardoor hij niet kon schitteren in de wedstrijden die hem een jaar eerder groot hadden gemaakt.
Na dit seizoen werd Vacansoleil toegelaten tot de UCI World Tour, waardoor de ploeg nu wél aan alle grote wedstrijden mocht deelnemen. Hoogerland koos ervoor de Vlaamse klassiekers te laten schieten en zich volledig te richten op de heuvelklassiekers in april. Nadat de resultaten in zijn voorjaarsweek tegenvielen richtte Hoogerland zich op de Ronde van Italië. Ook hier zat het de Zeeuw in eerste instantie niet mee. Hij kampte met bronchitis en was niet in goede conditie. In de achtste etappe liet hij echter zien wel degelijk over goede benen te beschikken. In de bergetappe naar Montevergine di Mercogliano wist hij het gat tussen de kopgroep en het peloton in zijn eentje te dichten.
In zijn eerste Ronde van Frankrijk (2011) wist Hoogerland tweemaal de leiding in het bergklassement te veroveren. Tijdens de negende etappe werd Juan Antonio Flecha zijdelings geraakt door een auto van France Télévisions en hij nam Hoogerland mee in zijn val. Beiden maakten op dat moment deel uit van een kopgroep. Hoogerland – op dat moment virtueel leider in het bergklassement – werd gelanceerd en belandde in een hek met prikkeldraad. Hoogerland liep diepe snijwonden op, maar kon de etappe toch uitrijden. Na afloop kreeg hij alsnog de bolletjestrui omgehangen en kreeg hij, samen met Flecha, de prijs voor de strijdlustigste renner van de dag. Later zou blijken in het ziekenhuis, dat er 33 hechtingen nodig waren om zijn wonden te dichten. Zijn eerste reactie bij het verlaten van het ziekenhuis was "Na de rustdag gaan we gewoon weer fietsen" en "Een Zeeuw krijg je er niet zo snel onder".
Na zijn val in de negende etappe volgde een rustdag, waarna Hoogerland in de tiende etappe weer opstapte. De val, de bolletjestrui, de aanvallende rijstijl en zijn karakter maakten Johnny Hoogerland bijzonder populair in Nederland. Diverse (internationale) media verklaarden de renner tot held. De band Torres Blues schreef speciaal voor Hoogerland een nieuwe tekst op de rock-and-roll-klassieker Johnny B. Goode. Een paar dagen na het ongeluk heeft de chauffeur van de auto, Adrian, zijn excuses aangeboden aan zowel Flecha als Hoogerland. Ruim drie jaar later, in de herfst van 2014, trof Hoogerland een schikking met de verzekeraar waar de bij de aanrijding betrokken auto was verzekerd.
In 2012 reed Hoogerland een sterke Tirreno-Adriatico. Hij eindigde als vijfde in het algemeen klassement. In tegenstelling tot het voorgaande seizoen, ging hij niet van start in de Giro.
Begin februari 2013 werd Hoogerland terwijl hij op training in het Spaanse Villajoyosa was aangereden door een auto. Hij belandde op de intensieve zorg. Een week eerder was hij tijdens de GP d'Ouverture La Marseillaise al aangereden door een televisiemotor. De aanrijding in Spanje bezorgde Hoogerland vijf gebroken ribben en een gekneusde lever. Hoogerland maakte in april zijn rentree in het peloton tijdens de Ronde van Romandië. Twee maanden later werd hij Nederlands kampioen op de weg in Kerkrade.
In 2014, na het stoppen van Vacansoleil als sponsor, ging Hoogerland, net als ploeggenoot Kenny van Hummel, voor Androni rijden. Het succes van de jaren ervoor haalde hij echter niet meer. Na één seizoen in Italiaanse dienst vertrok Hoogerland naar Roompot-Oranje Peloton. In september 2016 kondigde hij aan na het seizoen als profrenner te stoppen.
Vanaf het najaar 2016 heeft Hoogerland zijn fiets ingeruild voor een paar hardloopschoenen, en weet hiermee in korte tijd zich al hoog te plaatsen in de Zeeuwse wedstrijduitslagen.
In 2023 keerde hij eenmalig terug naar het profpeloton. Hij sloot zich als gastrenner aan bij Shabab Al Ahli Cycling Team om de 2.2-koers Tour of Sharjah te kunnen rijden in de Verenigde Arabische Emiraten.

## Overwinningen
2001
- Ronde van Vlaanderen, Junioren

2004
- 2e etappe Ruban Granitier Breton

2006
- GP Briek Schotte

2007
- 2e etappe Ronde van Slowakije

2008
- Wanzele Koerse
- Ronde van Limburg
- Ronde van Midden-Brabant
- Bergklassement Tour de Bretagne
- 3e etappe Clasico Banfoandes

2009
- 1e etappe en eindklassement Driedaagse van West-Vlaanderen

2010
- Tussensprint- en bergklassement Ronde van Polen
- Bergklassement Ronde van Groot-Brittannië
- GP Paul Borremans

2013
- Nederlands kampioen op de weg, Elite
- Amstel Curaçao Race

## Belangrijkste ereplaatsen
2008
- 2e in 4e etappe Olympia's Tour
- 3e in eindklassement Olympia's Tour
- 4e in Hel van het Mergelland
- 6e in Ronde van Drenthe
- 4e in Vlaamse Pijl
- 2e in 6e etappe Ronde van Normandië
- 5e in eindklassement Ronde van Normandië
- 4e in eindklassement Ronde van Bretagne
- 3e in 3e etappe Ringerike GP
- 3e in eindklassement Ringerike GP

2009
- 3e in 3e etappe Ster van Bessèges
- 4e in eindklassement Ster van Bessèges
- 5e in GP d'Ouverture La Marseillaise
- 5e in Ronde van Lombardije
- 6e in 4e etappe Ster van Bessèges
- 12e in het eindklassement Ronde van Spanje
- 12e in Ronde van Vlaanderen
- 13e in Parijs-Tours
- 14e op Wereldkampioenschap op de weg elite in Mendrisio

2010
- 2e in GP d'Ouverture La Marseillaise
- 11e in Ronde van Vlaanderen
- 4e in Druivenkoers Overijse

2011
- 4e in Brabantse Pijl
- 12e in Amstel Gold Race

2012
- 9e in Ronde van Algarve
- 7e in Ronde van Murcia
- 5e in eindklassement Tirenno-Adriatico

## Resultaten in voornaamste wedstrijden
| Jaar | Ronde van Italië | Ronde van Frankrijk | Ronde van Spanje |
| ---- | ---------------- | ------------------- | ---------------- |
| 2009 |                  |                     | 12e              |
| 2010 |                  |                     |                  |
| 2011 | 57e              | 74e                 |                  |
| 2012 |                  | 57e                 |                  |
| 2013 |                  | 101e                | opgave           |
| 2014 | 105e             |                     |                  |
| 2015 |                  |                     |                  |
| 2016 |                  |                     |                  |

| Jaar | Milaan-San Remo | Gent-Wevelgem | Ronde van Vlaanderen | Parijs-Roubaix | Amstel Gold Race | Luik-Bast.‑Luik | Ronde van Lombardije | Waalse Pijl | Parijs-Tours | Eschborn-Frankfurt |  | WK op de weg |  | Wereldranglijsten |
| ---- | --------------- | ------------- | -------------------- | -------------- | ---------------- | --------------- | -------------------- | ----------- | ------------ | ------------------ |  | ------------ |  | ----------------- |
| 2009 |                 | 64e           | 12e                  |                | 64e              | 51e             | 5e                   | 114e        | 13e          | 8e                 |  | 14e          |  | 67e (UWK)         |
| 2010 |                 | 31e           | 11e                  | 25e            | 54e              |                 |                      |             |              |                    |  |              |  |                   |
| 2011 |                 |               |                      |                | 12e              | 24e             |                      | 47e         |              | 66e                |  | 35e          |  |                   |
| 2012 | 20e             |               |                      |                | 38e              | 22e             | 47e                  |             |              | 12e                |  |              |  | 82e (UWT)         |
| 2013 |                 |               |                      |                |                  |                 |                      |             |              | 28e                |  | opgave       |  |                   |
| 2014 |                 | 62e           | opgave               |                | 87e              |                 |                      |             |              | 30e                |  |              |  |                   |
| 2015 |                 |               | 70e                  |                | 91e              | 89e             |                      | 85e         |              |                    |  |              |  |                   |
| 2016 |                 |               |                      |                | opgave           | 148e            |                      | 153e        |              | 40e                |  |              |  |                   |

Hoogerland droeg vijf etappes de bolletjestrui in de Ronde van Frankrijk van 2011.
| Resultaten in kleinere rondes |                      |                   |                          |                    |                       |                       |                 |            |                            |                  |
| Jaar                          | Ronde van de Algarve | Tirreno-Adriatico | Ronde van het Baskenland | Ronde van Romandië | Critérium du Dauphiné | Ronde van Zwitserland | Ronde van Polen | Eneco Tour | Ronde van Groot-Brittannië | Ronde van Peking |
| 2009                          |                      |                   |                          |                    |                       |                       | 13e             |            |                            |                  |
| 2010                          |                      |                   |                          |                    |                       |                       | 43e             |            | 5e                         |                  |
| 2011                          |                      |                   | 57e                      |                    |                       |                       |                 |            |                            |                  |
| 2012                          | 9e                   | 5e                | 43e                      | 54e                |                       | 56e                   |                 |            |                            | 41e              |
| 2013                          |                      |                   |                          | 91e                | 51e                   |                       |                 | 16e        |                            |                  |

## Ploegen
- 2003- Quick Step-Davitamon-Latexco
- 2004- Van Hemert-Eurogifts
- 2005- Eurogifts.com
- 2006- Jartazi-7Mobile
- 2007- Van Vliet-EBH Advocaten
- 2008- Van Vliet-EBH Elshof
- 2009- Vacansoleil
- 2010- Vacansoleil
- 2011- Vacansoleil-DCM
- 2012- Vacansoleil-DCM
- 2013- Vacansoleil-DCM
- 2014- Androni Giocattoli-Venezuela
- 2015- Roompot Oranje Peloton
- 2016- Roompot Oranje Peloton
- 2023- Shabab Al Ahli Cycling Team (als gastrenner)